# Édouard Delberghe
Édouard Delberghe (* 4. Oktober 1935 in Viesly; † 1. September 1994 in Reims) war ein französischer Radrennfahrer.

## Sportliche Laufbahn
Delberghe war im Straßenradsport aktiv. 1957 startete er als Unabhängiger. 1958 wurde Delberghe Berufsfahrer im Radsportteam Helyett-Leroux-Hutchinson und blieb bis 1969 als Radprofi aktiv.
1957 siegte er im Etappenrennen Circuit des Ardennes mit einem Etappensieg. 1967 gewann er den Circuit d’Auvergne.
Delberghe gewann Etappen in der Tour de l’Aude 1958, im Grand Prix de Fourmies und in der Tour de Romandie 1961 (zweifach), in der Tour de Romandie und im Grand Prix Midi Libre 1962 und im Rennen Paris–Nizza 1963. 1967 war er im Circuit d’Auvergne erfolgreich. In der Tour de Romandie 1960 wurde er Zweiter hinter Louis Rostollan. Zweiter wurde er auch 1961 im Rennen Genua–Nizza und im Grand Prix de Fourmies, im Grand Prix Midi Libre 1962 und im Grand Prix de Denain 1963.
Edouard Delberghe bestritt alle Grand Tours. Sein bestes Resultat war dabei der 9. Platz im Giro 1960. Bei seinen 13 Starts in den drei Rundfahrten kam er in allen Rennen ins Ziel.

## Grand-Tour-Platzierungen
| Grand Tour            | 1958 | 1959 | 1960 | 1961 | 1962 | 1963 | 1964 | 1965 | 1966 | 1967 | 1968 | 1969 |
| --------------------- | ---- | ---- | ---- | ---- | ---- | ---- | ---- | ---- | ---- | ---- | ---- | ---- |
| Vuelta a EspañaVuelta | –    | –    | –    | –    | –    | –    | –    | –    | –    | 49   | 47   | –    |
| Giro d’ItaliaGiro     | –    | 34   | 9    | 58   | –    | –    | –    | –    | –    | –    | –    | –    |
| Tour de FranceTour    | 13   | 54   | 18   | –    | 37   | –    | 51   | –    | 58   | 83   | –    | 70   |